# Doubleoffbeat
Der Doubleoffbeat (von englisch double offbeat‚ doppelt weg vom Schlag‘) oder Doubletime-Offbeat bezeichnet den Taktschlag mittig zwischen den Zählzeiten Beat und Offbeat. Der Doubleoffbeat ist ein fester Bestandteil afrikanischer und südamerikanischer Rhythmen.
Am Beispiel des 4⁄4-Taktes wird der Takt also in Sechzehntel aufgeteilt. Das 2., 4., 6., 8., 10., 12., 14. und 16. Sechzehntel werden als Doubletime-Offbeat bezeichnet.
| 4⁄4-Beat      | 1 |   |   |   | 2 |   |   |   | 3 |   |   |   | 4 |   |   |   |
| Offbeat       |   |   | + |   |   |   | + |   |   |   | + |   |   |   | + |   |
| Doubleoffbeat |   | e |   | e |   | e |   | e |   | e |   | e |   | e |   | e |

Der Musiker zählt: „Eins-e-und-e-zwei-e-und-e-drei-e-und-e-vier-e-und-e.“